# Dos locos en el aire
Dos locos en el aire es una película argentina cómica y acción dirigida por Palito Ortega, en su debut como director y ópera prima, y escrita por Juan Carlos Mesa. Es protagonizada por Palito Ortega, Carlos Balá, Evangelina Salazar y Ángel Magaña. Fue filmada en Eastmancolor y se estrenó el 22 de julio de 1976.

## Sinopsis
Al enamorarse de la hija de un superior militar aparecen las complicaciones para un oficial de la Fuerza Aérea Argentina, mezclada con una historia cómica por parte del soldado Carlitos (Balá).

## Reparto
- Palito Ortega
- Carlos Balá
- Evangelina Salazar
- Ángel Magaña
- Julia Sandoval
- Raúl Fraire
- Alberto Bello
- Irene Fer
- Coco Fosatti
- Inés San Román
- Patricia Miranda
- Roberto Carnaghi
- Katunga ... como ellos mismos

## Comentarios
Daniel López en La Opinión escribió: 

”Inocuo debut de Palito Ortega como director… La falta de pretensiones (artísticas) no es un justificativo mayor ante tanto despropósito.”

Carlos Morelli en Clarín dijo: 

”Palito… dirige su opera prima absolutamente identificada con ese cine familiar, leve, ameno y simpático que lo contó como intérprete durante más de diez años… [...] Logró un tan generoso como decisivo apoyo de la Fuerza Aérea, merced a cuya colaboración una trama… con emocionados  tonos patrióticos cobra dimensión de rico espectáculo.”

Rául Manrupe y María Alejandra Portela escriben: 

”La primera película de Palito, exaltando la labor de la aviación y con Balá como eterno joven alocado. Merece escucharse “La sonrisa de mamá” en son de marcha militar.”